# 台湾雉尾藓
台湾雉尾藓（学名：Cyathophorella taiwaniana）为孔雀藓科雉尾藓属下的一个种。